# Máramaros megye községeinek listája

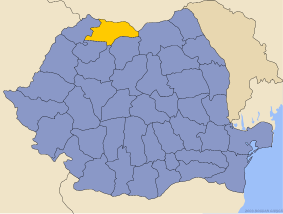
Máramaros megye elhelyezkedése Romániában

Ez a lista  Máramaros megye községeit sorolja fel a magyar elnevezés ábécésorrendjében.
| Magyar név        | Román név             | Terület (km²) | Lakosság 2011-ben (fő) | Községközpont     | Beosztott falvak |
| ----------------- | --------------------- | ------------- | ---------------------- | ----------------- | --- |
| Aknasugatag       | Ocna Șugatag          | 85,20         | 3853                   | Aknasugatag       | Bréb, Falusugatag, Hotinka |
| Alsóróna          | Rona de Jos           | 23,00         | 1776                   | Alsóróna          | - |
| Alsóvárca         | Oarța de Jos          | 31,32         | 1243                   | Alsóvárca         | Felsővárca, Középvárca |
| Alsóvisó          | Vișeu de Jos          | 56,00         | 4934                   | Alsóvisó          | - |
| Barcánfalva       | Bârsana               | 68,73         | 4474                   | Barcánfalva       | Nánfalva |
| Batiza            | Botiza                | 74,80         | 2717                   | Batiza            | - |
| Bikácfalva        | Bicaz                 | 39,01         | 1124                   | Bikácfalva        | Somfalu, Szilágynyíres |
| Budfalva          | Budești               | 84,51         | 3055                   | Budfalva          | Szerfalva |
| Csernefalva       | Cernești              | 96,04         | 3741                   | Csernefalva       | Balázsszeg, Brébfalva, Csókás, Kötelesmező, Kővárfonác, Nagyhegy                                                                                 |
| Desze             | Desești               | n.a.          | 2341                   | Desze             | Hernécs, Krácsfalva |
| Drágavilma        | Vima Mică             | 76,55         | 1448                   | Drágavilma        | Aspra, Dealu Corbului, Erdőszállás, Jávoros, Petőrét, Tordavilma                                                                                 |
| Erdőszáda         | Ardusat               | 31,09         | 2738                   | Erdőszáda         | Kolcér, Mezőaranyos |
| Erzsébetbánya     | Băiuț                 | 113,60        | 2340                   | Erzsébetbánya     | Kohóvölgy, Rákosfalva |
| Égerhát           | Ariniș                | 27,13         | 1084                   | Égerhát           | Rogyina, Szilágyegerbegy |
| Farkasaszó        | Fărcașa               | 48,41         | 4015                   | Farkasaszó        | Oláhtótfalu, Szamosújfalu, Tomány |
| Farkasrév         | Vadu Izei             | 13,47         | 2659                   | Farkasrév         | Disznópataka |
| Felsőkálinfalva   | Călinești             | 66,12         | 3178                   | Felsőkálinfalva   | Mikolapatak, Somosfalva |
| Felsőróna         | Rona de Sus           | 68,30         | 3855                   | Felsőróna         | Rónaszék |
| Felsőszivágy      | Asuaju de Sus         | 110,00        | 1441                   | Felsőszivágy      | Alsószivágy |
| Felsőszőcs        | Suciu de Sus          | 66,38         | 3868                   | Felsőszőcs        | Alsószőcs, Tágfalva |
| Gardánfalva       | Gârdani               | 21,77         | 1151                   | Gardánfalva       | - |
| Hosszúmező        | Câmpulung la Tisa     | 29,87         | 2485                   | Hosszúmező        | - |
| Izakonyha         | Bogdan Vodă           | 33,85         | 3208                   | Izakonyha         | Kisbocskó |
| Izaszacsal        | Săcel                 | 79,99         | 3500                   | Izaszacsal        | - |
| Jód               | Ieud                  | 110,00        | 4318                   | Jód               | - |
| Kápolnokmonostor  | Copalnic-Mănăștur     | 117,45        | 5673                   | Kápolnokmonostor  | Haragos, Kápolnokdomb , Kiskörtvélyes, Kováskápolnok, Kővárberence, Kővárgyertyános, Lacház, Révkápolnok, Rózsapatak, Szurdokkápolnok, Újharagos |
| Karulyfalva       | Coroieni              | 66,93         | 2219                   | Karulyfalva       | Bába, Dánpataka, Dombhát, Drágosfalva |
| Koltó             | Coltău                | 12,95         | 2557                   | Koltó             | Koltókatalin |
| Kovás             | Coaș                  | 26,56         | 1402                   | Kovás             | Láposköz |
| Kővárgara         | Valea Chioarului      | 79,08         | 2025                   | Kővárgara         | Durusa, Kisnyíres, Kőváralja, Nagykörtvélyes, Szamosfericse                                                                                      |
| Kővárhosszúfalu   | Satulung              | 68,50         | 5837                   | Kővárhosszúfalu   | Erdőaranyos, Fehérszék, Kisfentős, Magosfalu, Nagyfentős, Pribékfalva, Pusztahidegkút                                                            |
| Kővárremete       | Remetea Chioarului    | 50,96         | 2834                   | Kővárremete       | Berkeszpataka, Kisremete , Magyarberkesz, Pusztafentős                                                                                           |
| Kupsafalva        | Cupșeni               | 89,56         | 3581                   | Kupsafalva        | Kosztafalva, Libaton, Nemesbudafalva |
| Lacfalu           | Șișești               | 90,02         | 5289                   | Lacfalu           | Bajfalu, Dióshalom, Györkefalva, Nyárfás, Nyegrefalva, Pusztatelek                                                                               |
| Lénárdfalva       | Recea                 | 43,88         | 6000                   | Lénárdfalva       | Hagymáslápos, Kisbozinta, Láposhidegkút, Zazár                                                                                                   |
| Leordina          | Leordina              | 29,94         | 2547                   | Leordina          | - |
| Majszin           | Moisei                | 112,63        | 9264                   | Majszin           | - |
| Máragyulafalva    | Giulești              | 82,80         | 3113                   | Máragyulafalva    | Bárdfalva, Fejérfalva, Gyulamonostor |
| Mosóbánya         | Băița de sub Codru    | 51,52         | 1871                   | Mosóbánya         | Bükkörményes |
| Nagybocskó        | Bocicoiu Mare         | 24,02         | 3818                   | Nagybocskó        | Tiszakarácsonyfalva, Tiszalonka, Tiszaveresmart                                                                                                  |
| Nagybúny          | Boiu Mare             | 59,54         | 1131                   | Nagybúny          | Frinkfalva, Jóháza, Szalmapatak |
| Nagynyíres        | Mireșu Mare           | 73,66         | 4766                   | Nagynyíres        | Dánfalva, Gyökeres, Jávorfalu, Jeder, Szamoslukácsi, Szamostölgyes                                                                               |
| Nagysikárló       | Cicârlău              | 75,00         | 3691                   | Nagysikárló       | Iloba, Ilobabánya, Kissikárló |
| Oláhlápos         | Lăpuș                 | 86,72         | 3709                   | Oláhlápos         | - |
| Oroszkő           | Repedea               | 113,70        | 4716                   | Oroszkő           | Alsólaposkő, Felsőlaposkő |
| Pálosremete       | Remeți                | 63,40         | 3040                   | Pálosremete       | Kistécső, Kövesláz |
| Petrova           | Petrova               | 42,05         | 2525                   | Petrova           | - |
| Petrovabisztra    | Bistra                | 132,29        | 4174                   | Petrovabisztra    | Petrovakraszna, Visóvölgy |
| Rozávlya          | Rozavlea              | 41,44         | 3085                   | Rozávlya          | Sâlța |
| Ruszkova          | Ruscova               | 40,99         | 5541                   | Ruszkova          | - |
| Ruszpolyána       | Poienile de sub Munte | 293,36        | 10 073                 | Ruszpolyána       | - |
| Sajó              | Șieu                  | 8,11          | 2348                   | Sajó              | - |
| Sajómező          | Poienile Izei         | 16,45         | 940                    | Sajómező          | - |
| Szakállasdombó    | Dumbrăvița            | 51,67         | 4372                   | Szakállasdombó    | Felsősándorfalu, Kékesoroszfalu, Kővárfüred, Magyarkékes, Oláhkékes                                                                              |
| Szakállasfalva    | Săcălășeni            | 28,76         | 2299                   | Szakállasfalva    | Karuly, Kővárkölcse |
| Szaplonca         | Săpânța               | 139,17        | 2903                   | Szaplonca         | - |
| Szarvaszó         | Sarasău               | 19,52         | 2238                   | Szarvaszó         | - |
| Szélszeg          | Sălsig                | 22,12         | 1641                   | Szélszeg          | - |
| Szilágyillésfalva | Băsești               | n.a.          | 1452                   | Szilágyillésfalva | Bükktótfalu, Kecskésfalva, Vadafalva |
| Szurdok           | Strâmtura             | 91,57         | 3652                   | Szurdok           | Glód, Izasópatak |
| Tőkés             | Groșii Țibleșului     | 123,40        | 2095                   | Tőkés             | - |
| Tőkésbánya        | Groși                 | 23,53         | 2857                   | Tőkésbánya        | Feketefalu |
| Váncsfalva        | Oncești               | 20,65         | 1549                   | Váncsfalva        | - |